# 王毓芝 (光緒進士)
王毓芝，直隸省保定府新城縣人，清朝政治人物、同進士出身。
光緒六年（1880年），参加庚辰科殿試，登進士三甲第95名。同年五月，著分部學習。